# Rolv Wesenlund
Rolv Helge Wesenlund, född 17 september 1936 i Horten i Vestfold, död 18 augusti 2013 i Ullern i Oslo, var en norsk komiker, skådespelare, musiker, författare, programledare och debattör, bland annat känd som Marve Fleksnes i TV-serien Fleksnes fataliteter.

## Biografi

### Tidiga år
Wesenlund började karriären som saxofonist och vann norska mästerskapen för amatörjazzmusiker två gånger. Han var jazzskribent i flera norska tidningar innan han 1960 började jobba som inspelningschef på grammofonbolaget Philips.
Från 1966 var han en tid programsekreterare i NRK. Bengt Calmeyer och den svenska regissören Bo Hermansson lanserade honom i TV-satiren Kunden har alltid rett. I radion gjorde han underhållningsprogrammet Telefonrøret og Hørerøret, en succé som även gavs ut på skiva. Han var speakerröst i radioserien Radio Skagerak. En av hans tidiga figurer var Feriebiskop Fjertnes, och LP:n Feriebiskop Fjertnes slår til igjen 1968 blev en storsäljare. Rolv Wesenlund medverkade också i flera filmer.

### Genombrottet
Rolv Wesenlunds stora folkliga genombrott kom med TV-serien Og takk for det 1968, där han, Harald Heide-Steen Jr. och Kirsti Sparboe gjorde en rad klassiska sketcher – bland annat Hos tandläkaren, en sketch som även blev populär i Sverige ("Volvo Sonett!"). 1970 medverkade han i revyn Hjertelig Tilstede på Chat Noir i Oslo.
Wesenlunds mest uppskattade och kända rollfigur är lagerförmannen Marve Fleksnes i TV-serien Fleksnes fataliteter som pågick i flera omgångar åren 1972–1982. Fleksnes blev lika populär i Sverige som i Norge. I svensk television medverkade han också i underhållningsserien Publikfriarna 1968–1970, lustspelet Skärgårdsflirt 1972 och julkalendern Långtradarchaufförens berättelser 1975.

### Teater och debattör
Han fick även stora framgångar i revyer, farser och komedier på teaterscenen – bland annat Charleys Tant på Det norske teatret 1994, som dragshowartist i musikalen La Cage Aux Folles på Chateau Neuf 1987 och som Leopold i operetten Vita Hästen.
Genom större delen av sin karriär gjorde Wesenlund sig känd som ivrig och ofta kontroversiell debattör och krönikör. Han var också programledare i TV – bland annat i pratshowen Wesenstund i TVNorge 1994-2000.

## Filmografi (urval)
- 1966 – Hurra for Andersens (som "Hermansen")[3]
- 1968 – Mannen som ikke kunne le[3] (Leif Sonell)
- 1972 – Norske byggeklosser[3] (flera roller)
- 1972 – Ture Sventon, privatdetektiv (Muhammed, pastejbagare)
- 1974 – Den siste Fleksnes (Marve Fleksnes)[3]
- 1978 – Picassos äventyr (elektriker)
- 1980 – Barna från Blåsjöfjället
- 1981 – Göta kanal
- 1985 – Deilig er fjorden![3] (Terje Svahberg)
- 1996 – Handel & vandel (TV-serie)

## Teater

### Roller
| År   | Roll        | Produktion | Regi          | Teater         |
| ---- | ----------- | --- | ------------- | -------------- |
| 1975 | Medverkande | Humor –75, krogshow Birgitta Andersson, Bias Bernhoft, Carl Anton, Bo Carlgren, Bo Hermansson, Alfred Næss, Alf Prøysen, Einar Schanke, Rolv Wesenlund | Bo Hermansson | Berns salonger |